# ディオティマ (小惑星)
ディオティマ (423 Diotima) は、小惑星帯の特に大きな小惑星の一つである。C型小惑星に分類され、エオス族である。
オーギュスト・シャルロワがニースで発見し、ソクラテスが教えを受けたとされるマンティネイア出身の婦人ディオティマにちなんで名づけられた。